# Yakarta Central

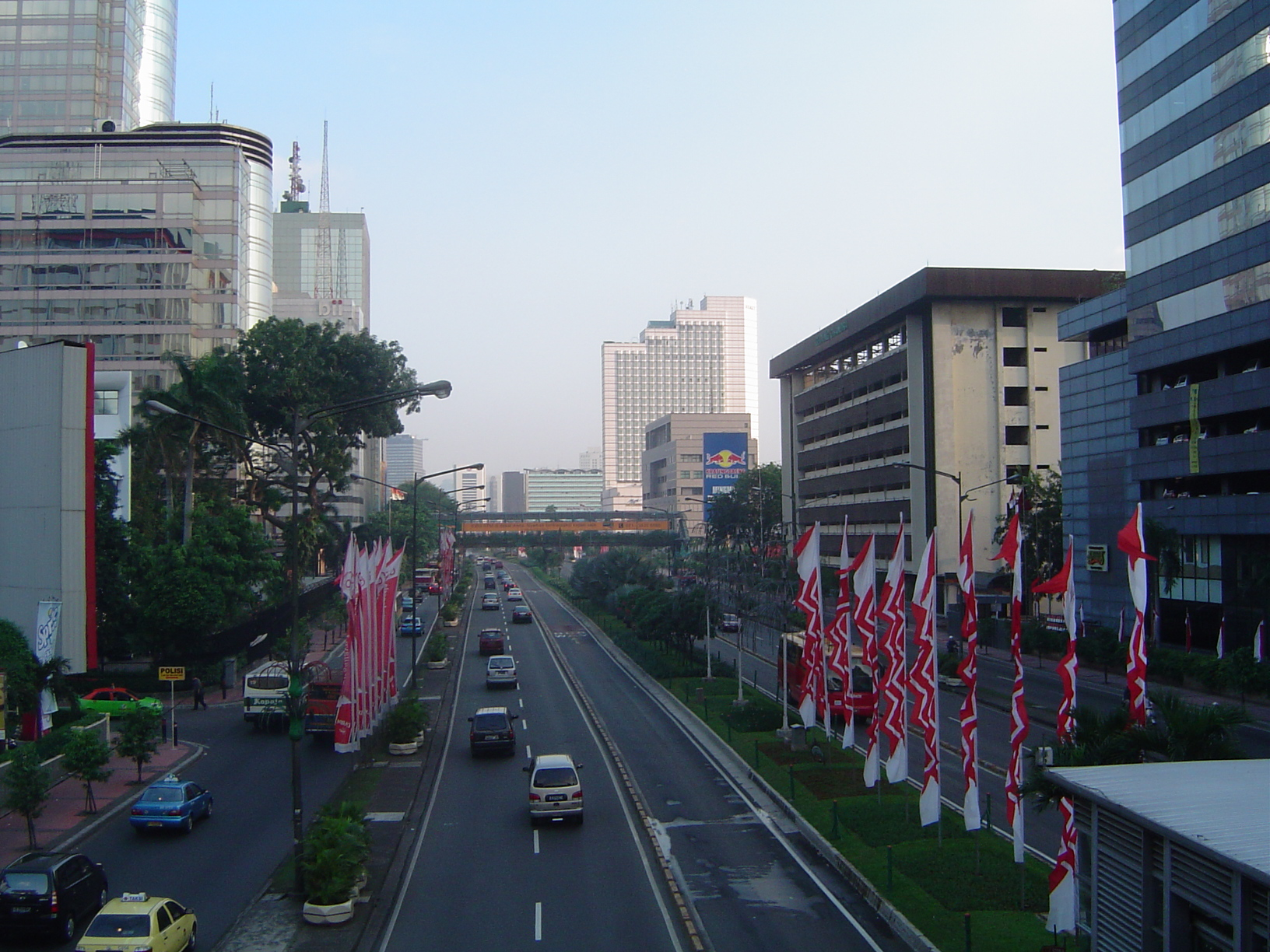
Vista de Yakarta Central.

Yakarta central (Jakarta Pusat en indonesio) es una de las ciudades (Kotamadya) en las que se divide Yakarta, Indonesia. Es la más pequeña de las cinco ciudades.
Administrativamente Yakarta es una provincia (Propinsi) dividida en ciudades (Kotamadya).
Yakarta central está dividida en 8 subdistritos (Kecamatan):
- Gambir
- Tanah Abang
- Menteng
- Senen
- Cempaka Putih
- Johar Baru
- Kemayoran
- Sawah Besar

- Datos: Q10109
- Multimedia: Central Jakarta / Q10109